# Flavien Le Postollec
Flavien Le Postollec (Abidjan, 19 februari 1984) is een Frans-Ivoriaans voetbalcoach en voormalig voetballer van Ivoriaanse afkomst die bij voorkeur als middenvelder speelde. 

## Statistieken
| seizoen | club                 | land      | competitie             | wed. | goals |
| ------- | -------------------- | --------- | ---------------------- | ---- | ----- |
| 2004/05 | FC Martigues         | Frankrijk | Championnat National   | 31   | 1     |
| 2005/06 | Lille OSC            | Frankrijk | Ligue 1                | 1    | 0     |
| 2006/07 | Lille OSC            | Frankrijk | Ligue 1                | 0    | 0     |
| 2006/07 | → FC Brussels        | België    | Eerste klasse          | 16   | 1     |
| 2007/08 | → FC Brussels        | België    | Eerste klasse          | 25   | 0     |
| 2008/09 | FC Brussels          | België    | Tweede klasse          | 33   | 2     |
| 2009/10 | FC Brussels          | België    | Tweede klasse          | 26   | 3     |
| 2010/11 | US Créteil-Lusitanos | Frankrijk | Championnat National   | 36   | 2     |
| 2011/12 | KAS Eupen            | België    | Tweede klasse          | 39   | 3     |
| 2012/13 | RAEC Mons            | België    | Eerste klasse          | 24   | 0     |
| 2013/14 | RAEC Mons            | België    | Eerste klasse          | 21   | 2     |
| 2014/15 | OH Leuven            | België    | Tweede klasse          | 22   | 0     |
| 2015/16 | OH Leuven            | België    | Eerste klasse          | 28   | 0     |
| 2016/17 | OH Leuven            | België    | Eerste klasse B        | 25   | 0     |
| 2017/18 | OH Leuven            | België    | Eerste klasse B        | 2    | 0     |
| 2018/19 | KMSK Deinze          | België    | Eerste klasse amateurs | 30   | 2     |
| 2019/20 | KMSK Deinze          | België    | Eerste klasse amateurs | 21   | 0     |
| 2020/21 | KMSK Deinze          | België    | Eerste klasse B        | 19   | 1     |
|         |                      |           | Totaal                 | 399  | 17    |

Bijgewerkt op 19 januari 2023

## Trainerscarrière
Nadat Le Postollec in 2021 zijn spelerscarrière afsloot bij KMSK Deinze, ging de Fransman meteen aan de slag als assistent van hoofdtrainer Wim De Decker. Toen De Decker na afloop van het seizoen 2021/22 vertrok bij Deinze, nam ook zijn volledige staf afscheid van de club.
In de zomer van 2022 ging Le Postollec aan de slag als assistent van Noureddine Moukrim bij het tweede elftal van Union Sint-Gillis, dat in het seizoen 2022/23 zijn opwachting maakte in de Tweede afdeling. In januari 2023 verliet Le Postollec de club echter voor SK Beveren, waar hij opnieuw onder Wim De Decker ging werken. Na een samenwerking van anderhalf jaar diende Le Postollec nog een seizoen onder De Deckers opvolger Marink Reedijk.
In juni 2025 maakte Le Postollec de overstap van Beveren naar reeksgenoot Lierse SK, waar hij aan de slag ging als assistent van hoofdtrainer Jamath Shoffner.